# Virgin Killer
| Críticas profissionais | Críticas profissionais |
| Avaliações da crítica  | Avaliações da crítica  |
| Fonte                  | Avaliação              |
| ---------------------- | ---------------------- |
| allmusic               | link                   |

Virgin Killer é o quarto álbum de estúdio da banda alemã Scorpions, lançado em 1976. Foi o primeiro álbum da banda a chamar a atenção fora da Europa. Este álbum foi mais um passo para a banda mudar de gênero musical, passando do psicodélico para o hard rock.

## Polêmica
A capa do disco tem causado ao longo dos anos muita controvérsia, devido à representação de uma menina em nu frontal, com um efeito de imagem estilo "vidro quebrado" ocultando sua genitália. Nos Estados Unidos, a capa teve de ser substituída por uma foto dos integrantes da banda. A capa da edição brasileira retrata um escorpião caminhando sobre as nádegas de uma mulher. Esse não foi o primeiro disco a apresentar uma certa controvérsia (In Trance apresentava na versão original uma mulher com um dos seios à mostra), e levaria a banda a fazer novas capas controversas (Taken by Force apresenta duas crianças brincando armadas em um cemitério na França, e Lovedrive, em sua capa original, apresentava uma mulher com um chiclete encobrindo um de seus seios de maneira surreal). Mas a controvérsia mais recente se deu com a própria Wikipédia em inglês, quando a Internet Watch Foundation incluiu a versão inglesa do artigo sob vigilância por conta da imagem considerada ofensiva em 5 de dezembro de 2008 e retirando a página do ar.  O artigo rapidamente se tornou uma das mais populares páginas do site, e a publicidade acerca da censura resultou na imagem sendo rapidamente espalhada por diversos outros sites, num exemplo de Efeito Streisand.

## Faixas
| N.º | Título             | Música                | Duração |  |
| 1.  | "Pictured Life"    | Meine, Roth, Schenker | 3:21    |  |
| 2.  | "Catch Your Train" | Meine, Schenker       | 3:32    |  |
| 3.  | "In Your Park"     | Meine, Schenker       | 3:39    |  |
| 4.  | "Backstage Queen"  | Meine, Schenker       | 3:10    |  |
| 5.  | "Virgin Killer"    | Roth                  | 3:41    |  |
| 6.  | "Hell Cat"         | Roth                  | 2:54    |  |
| 7.  | "Crying Days"      | Meine, Schenker       | 4:36    |  |
| 8.  | "Polar Nights"     | Roth                  | 5:04    |  |
| 9.  | "Yellow Raven"     | Roth                  | 4:58    |  |

## Créditos
- Klaus Meine: Vocal
- Rudolf Schenker: Guitarra
- Ulrich Roth: Guitarra Solo, vocal em "Hell Cat" e "Polar Nights"
- Francis Buchholz: Baixo
- Rudy Lenners: Bateria, percussão